# Raquel Yanez
Raquel Yanez  (Caracas, Venezuela, 1986. április 2. –) venezuelai színésznő, modell.

## Élete és pályafutása
1986. április 2-án született Caracasban. Karrierjét 2003-ban kezdte. 2007-ben Silvia szerepét játszotta a Mi prima Cielában. 2008-ban a Nadie me dirá como quererte című sorozatban játszott. 2012-ben megkapta Nieves Pérez szerepét a Válgame Dios című telenovellában.

## Filmográfia

### Telenovellák
| Év   | Cím                         | Szerep                         | TV stúdió          |
| ---- | --------------------------- | ------------------------------ | ------------------ |
| 2007 | Mi prima Ciela              | Silvia Constanza Toscani Ávila | RCTV               |
| 2008 | Nadie me dirá como quererte | Rita Monasterios               | RCTV Internacional |
| 2009 | Libres como el viento       | Amarelis Sarmiento             | RCTV Internacional |
| 2011 | La banda                    | Verónica                       | Boomerang          |
| 2012 | Válgame Dios                | Nieves Pérez                   | Venevisión         |
| 2012 | Dulce amargo                | Gatúbela                       | Televen            |

### Film
| Év   | Cím                                       |
| ---- | ----------------------------------------- |
| 2013 | El hijo de mi marido y sin prurito alguno |